# Paolo Canè
Paolo Canè (Bologna, 9 april 1965) is een voormalig professioneel tennisser uit Italië. Hij won drie ATP-titels in het enkelspel gedurende zijn carrière en vertegenwoordigde zijn vaderland op de Olympische Spelen (1984 en 1988).

## Palmares
| Legenda                       | Legenda               |
| ----------------------------- | --------------------- |
| Grand Slam                    |                       |
| Olympische Spelen             |                       |
| tot 2009                      | vanaf 2009            |
| Tennis Masters Cup            | ATP Finals            |
| ATP Masters Series            | ATP Tour Masters 1000 |
| ATP International Series Gold | ATP Tour 500          |
| ATP International Series      | ATP Tour 250          |

### Enkelspel
| Nr.              | Datum           | Toernooi     | Ondergrond | Tegenstander in finale | Score         | Details |
| ---------------- | --------------- | ------------ | ---------- | ---------------------- | ------------- | ------- |
| Gewonnen finales |                 |              |            |                        |               |         |
| 1                | 11 juli 1986    | ATP Bordeaux | Gravel     | Kent Carlsson          | 6–4, 1–6, 7–5 | details |
| 2                | 6 augustus 1989 | ATP Båstad   | Gravel     | Bruno Orešar           | 7–6, 7–6      | details |
| 3                | 26 mei 1991     | ATP Bologna  | Gravel     | Jan Gunnarsson         | 5–7, 6–3, 7–5 | details |
| Verloren finales |                 |              |            |                        |               |         |
| 1                | 15 juni 1986    | ATP Bologna  | Gravel     | Martín Jaite           | 2–6, 6–4, 4–6 | details |
| 2                | 1 oktober 1989  | ATP Palermo  | Gravel     | Guillermo Pérez-Roldán | 1–6, 4–6      | details |

### Dubbelspel
| Nr.                          | Datum          | Toernooi    | Ondergrond | Partner        | Tegenstanders in finale           | Score    | Details |
| ---------------------------- | -------------- | ----------- | ---------- | -------------- | --------------------------------- | -------- | ------- |
| Gewonnen finales herendubbel |                |             |            |                |                                   |          |         |
| 1                            | 16 juni 1985   | ATP Bologna | Gravel     | Simone Colombo | Jordi Arrese Alberto Tous         | 7–5, 6–4 | details |
| 2                            | 15 juni 1986   | ATP Bologna | Gravel     | Simone Colombo | Claudio Panatta Blaine Willenborg | 6–1, 6–2 | details |
| 3                            | 5 oktober 1986 | ATP Palermo | Gravel     | Simone Colombo | Claudio Mezzadri Gianni Ocleppo   | 7–5, 6–3 | details |

## Olympische Spelen

### Enkelspel
| Olympische Spelen 1984 |                  |                    |
| Eerste ronde           | Pat Cash         | 6–3, 7–6           |
| Tweede ronde           | Arafat Chekrouni | 6–2, 6–4           |
| Kwartfinales           | Simon Youl       | 2–0, opgave        |
| Halve finales          | Francisco Maciel | 2–6, 0–6           |
| Olympische Spelen 1988 |                  |                    |
| Eerste ronde           | Milan Šrejber    | 6–3, 7–6, 4–6, 6–3 |
| Tweede ronde           | Emilio Sánchez   | 7–5, 6–3, 6–7, 6–4 |
| Achtste finales        | Javier Sánchez   | 7–6, 4–6, 6–1, 6–2 |
| Kwartfinales           | Stefan Edberg    | 1–6, 5–7, 4–6      |

## Prestatietabel
| Legenda | Legenda                          |
| ------- | -------------------------------- |
| g.t.    | geen toernooi gehouden           |
| l.c.    | lagere categorie                 |
| –       | niet deelgenomen                 |
| G       | uitgeschakeld in de groepsfase   |
| 1R      | uitgeschakeld in de eerste ronde |
| 2R      | uitgeschakeld in de tweede ronde |
| 3R      | uitgeschakeld in de derde ronde  |
| 4R      | uitgeschakeld in de vierde ronde |
| KF      | uitgeschakeld in de kwartfinale  |
| HF      | uitgeschakeld in de halve finale |
| F       | de finale verloren               |
| W       | het toernooi gewonnen            |
| w-v     | winst/verlies-balans             |

### Prestatietabel grand slam, enkelspel
| Toernooi        | 1985 | 1986 | 1987 | 1988 | 1989 | 1990 | 1991 | 1992 |
| --------------- | ---- | ---- | ---- | ---- | ---- | ---- | ---- | ---- |
| Australian Open | –    | –    | –    | 2R   | –    | 1R   | 1R   | 2R   |
| Roland Garros   | 1R   | –    | 1R   | 1R   | 2R   | –    | –    | –    |
| Wimbledon       | –    | –    | 2R   | 1R   | 1R   | –    | –    | –    |
| US Open         | –    | –    | 1R   | –    | –    | –    | –    | –    |

### Prestatietabel grand slam, dubbelspel
| Toernooi        | 1984 | 1985 | 1986 | 1987 | 1988 | 1989 | 1990 | 1991 |
| --------------- | ---- | ---- | ---- | ---- | ---- | ---- | ---- | ---- |
| Australian Open | –    | –    | –    | –    | 1R   | –    | 1R   | –    |
| Roland Garros   | 1R   | 1R   | –    | 1R   | 3R   | 1R   | –    | –    |
| Wimbledon       | –    | –    | –    | 1R   | 1R   | 1R   | –    | –    |
| US Open         | –    | 1R   | –    | 1R   | –    | –    | –    | –    |